# 飯糰

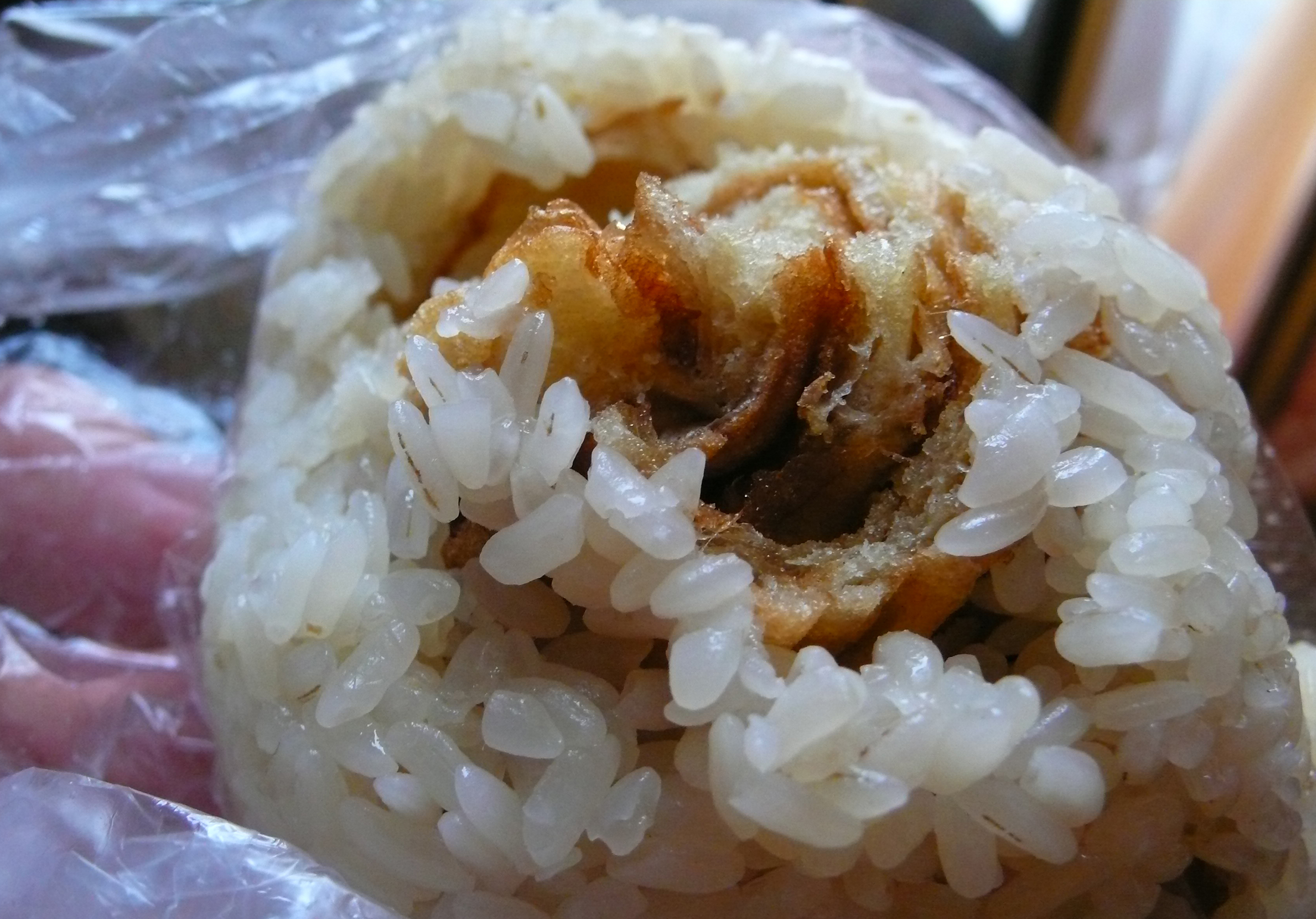
油条の具が入る伝統的な飯糰

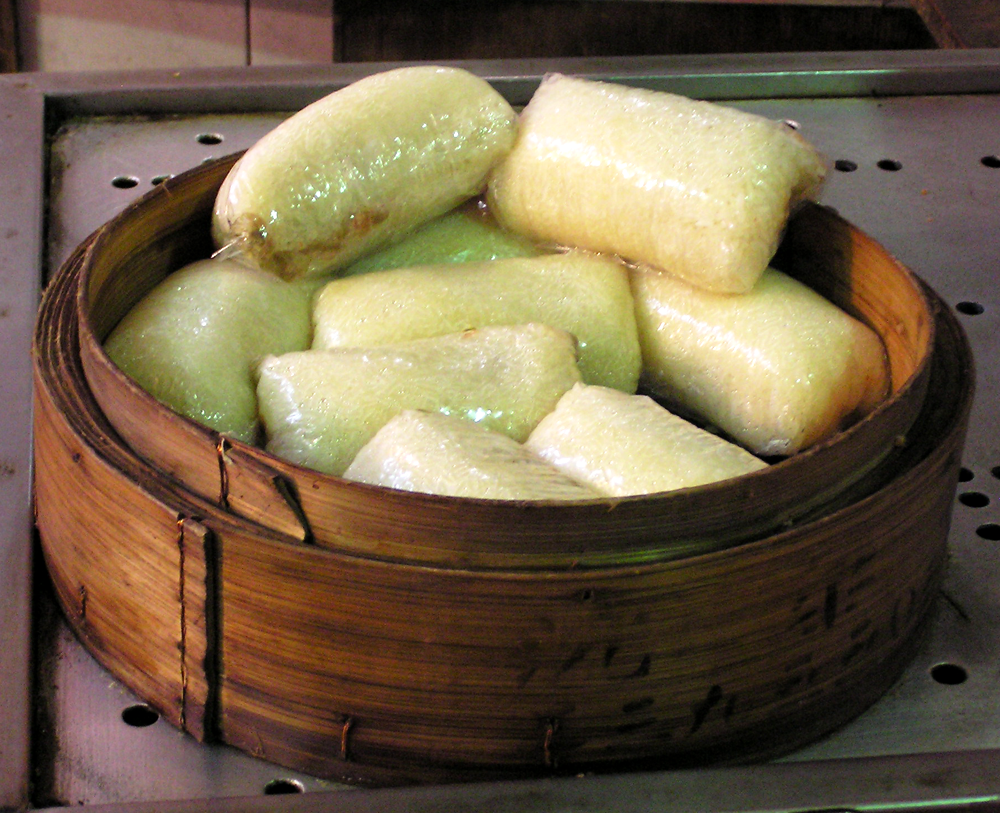
香港の粢飯

飯糰（ファントァン）は、中国東部の長江デルタ、台湾、香港で食べられる中華式のおにぎりである。上海と香港では粢飯と呼ばれる。
起源は上海周辺で、国共内戦の難民などにより香港と台湾に広がり、現在はこれらの地域の代表的な朝食の一つである。
蒸したもち米の中に、豚肉の肉鬆、油条、酸菜、切り干し大根、煮卵、大豆フレークなどの具材を入れる。形は三角形ではなく丸いものや細長く大きい俵型が多い。
台湾では、主に専門店、朝食屋、軽食店、屋台で販売されている 。
なお、台湾では日本式のおにぎりを「日式飯糰」と言い、作り方が大きく異なる。